# Bulbul fumat dels Ghats
El bulbul fumat dels Ghats (Hypsipetes ganeesa) és una espècie d'ocell de la família dels picnonòtids (Pycnonotidae). És endèmic de l'Índia i Sri Lanka. Els seus hàbitats principals són els boscos tropicals i subtropicals de frondoses humits de les terres baixes i de l'estatge montà, les terres llaurades, les plantacions i les àrees forestals fortament degradades. El seu estat de conservació es considera de risc mínim.